# Moraea hexaglottis
Moraea hexaglottis är en irisväxtart som beskrevs av Peter Goldblatt. Moraea hexaglottis ingår i släktet Moraea och familjen irisväxter. IUCN kategoriserar arten globalt som livskraftig.
Artens utbredningsområde är Namibia. Inga underarter finns listade i Catalogue of Life.